# فرانكلين د. ريتشاردز
فرانكلين د. ريتشاردز (بالإنجليزية: Franklin D. Richards)‏ هو سياسي أمريكي، ولد في 2 أبريل 1821، وتوفي في 9 ديسمبر 1899.